# إدنا هولاند
إدنا هولاند (بالإنجليزية: Edna Holland) هي ممثلة أمريكية، ولدت في 20 سبتمبر 1895 في نيويورك في الولايات المتحدة، وتوفيت في 4 مايو 1982 في هوليوود في الولايات المتحدة.

## وصلات خارجية
- إدنا هولاند على موقع IMDb (الإنجليزية)
- إدنا هولاند على موقع أول موفي (الإنجليزية)
- إدنا هولاند على موقع قاعدة بيانات برودواي على الإنترنت (الإنجليزية)
- إدنا هولاند على موقع قاعدة بيانات الفيلم (الإنجليزية)